# Wildau Institute of Technology
Das Wildau Institute of Technology e. V. (WIT e. V.) ist ein 2004 aufgebautes Institut an der Technischen Hochschule Wildau. Das Studienangebot umfasst klassische Ingenieurstudiengänge, Betriebswirtschaft, Wirtschaftsinformatik und Verwaltungsrecht.
Das Wildau Institute of Technology soll der akademischen Aus- und Weiterbildung von Ingenieuren, Wirtschafts- und Sozialwissenschaftlern in Führungspositionen dienen. Zielgruppe sind Manager und Nachwuchskräfte, die Leitungsfunktionen anstreben oder die Gründung eines eigenen Unternehmens verfolgen.
Die TH Wildau im Profil
Das operiert als eingetragener Verein rechtlich eigenständig, aber in enger Kooperation mit der Technischen Hochschule Wildau.

## Studiengänge
Den Schwerpunkt bilden international ausgerichtete Master-Studiengänge. Das Angebot umfasst folgende Programme:
- Master of Business Administration, in deutscher und englischer Sprache, berufsbegleitend (zwei Jahre), inhaltliche Ausrichtung auf General Management, Projektmanagement und Digitalisierung
- Master in Aviation Management, in englischer Sprache, berufsbegleitend (zwei Jahre)
- Master of Science in Bibliotheksinformatik, in deutscher Sprache berufsbegleitend (zwei Jahre)[2]

## Organisation und Finanzierung
Alle Studienangebote werden durch Studiengebühren finanziert. Die Studierenden sind an der Technischen Hochschule Wildau (FH) immatrikuliert. Das Studium erfolgt nach Maßgabe der Studien- und Prüfungsordnungen des zuständigen Fachbereiches und ist eingebunden in das Qualitätsmanagement-System der Hochschule. Für die Abschlussprüfungen ist die Technische Hochschule Wildau (FH) zuständig, die auch den Abschlusstitel vergibt.
Das WIT operiert als eingetragener Verein rechtlich eigenständig, aber in enger Kooperation mit der Technischen Hochschule Wildau. Mitglieder sind Institutionen und Professoren der TH Wildau. Der Vorstand wird in seiner Arbeit unterstützt von einem Wissenschaftlichen Beirat, dem Persönlichkeiten aus Wirtschaft, Wissenschaft und Politik angehören. Vorsitzende ist Ulrike Tippe, Präsidentin der Technischen Hochschule Wildau. Weiterhin werden Fachbeiräte für die einzelnen Studienprogramme gebildet.